# Sphenomorphus lawtoni
Sphenomorphus lawtoni är en ödleart som beskrevs av  Brown och ALCALA 1980. Sphenomorphus lawtoni ingår i släktet Sphenomorphus och familjen skinkar. IUCN kategoriserar arten globalt som otillräckligt studerad. Inga underarter finns listade i Catalogue of Life.